# Karen llora en un bus
Karen llora en un bus es una película dramática colombiana de 2011 dirigida y escrita por Gabriel Rojas Vera. Protagonizada por Ángela Carrizosa, Juan Manuel Díaz Oroztegui, Diego Galindo y Angélica Sánchez, la película narra la vida de Karen, una mujer que decide abandonar a su esposo y huir, rentando una pequeña habitación en la ciudad de Bogotá y debiendo decidir si regresa a su habitual comodidad o si enfrenta una nueva vida.

## Reparto
- Ángela Carrizosa como Karen.
- Juan Manuel Díaz Oroztegui como Eduardo.
- Diego Galindo como César.
- Angélica Sánchez como Patricia.